# Саффо, Билл
Билл Са́ффо (англ. Bill Saffo; род. 21 августа 1960, Уилмингтон, Северная Каролина, США) — американский политик-демократ, мэр города Уилмингтон (с 2007 года), а ранее член городского совета Уилмингтона (2003—2007). Брокер/риелтор. Член Американо-греческого прогрессивного просветительского союза.

## Биография

### Ранние годы, семья и образование
Родился 21 августа 1960 года в Уилмингтоне (Северная Каролина, США) в семье греков Авгериноса (Доки) Саффо и Деспины Триподис.
В начале 1900-х годов в Уилмингтон начали прибывать греческие переселенцы, многие из которых на новом месте жительства занимались ресторанным бизнесом. В 1910 году в городе открылось местное отделение Всегреческого союза. Основная масса греков приезжала в Уилмингтон с острова Икария (Османская империя, сегодня Греция). В их числе и Аргиро Кликос Саффо (1901—2013), бабка Билла Саффо по отцовской линии, которая иммигрировала в США в 1929 году. Её супругом был Василиос Авгеринос Саффо. К 1945 году община греков Уилмингтона была достаточно большой, в связи с чем в городе появился греческий православный приход и была построена церковь Святого Николая (в настоящее время её старое здание является частью Детского музея Уилмингтона). Аргиро Саффо была одним из членов этой церкви, а также Паникарийского братства и других организаций греческой общины. Ежегодно в Уилмингтоне проходит Греческий фестиваль, организуемый церковью Святого Николая.
В 1965 году отец Билла Саффо, девелопер Докки Саффо, учредил «Hanover Realty», одну из первых риелторских фирм в Уилмингтоне. Он также является одним из важных жертвователей Университета Северной Каролины в Уилмингтоне.
В 1978 году окончил среднюю школу.
В 1983 году получил степень бакалавра гуманитарных наук в области политологии в Университете Северной Каролины в Уилмингтоне.

### Карьера
С 1984 года продолжает дело своего отца, являясь брокером и владельцем фирмы «Hanover Realty», которая в 2010 году слилась с «Coldwell Banker Sea Coast Realty».
В 2003—2007 годах — член городского совета Уилмингтона.
С 2007 года — мэр Уилмингтона.
Член греческой православной церкви Святого Николая и Ротари-клуба.

## Личная жизнь
С 1996 года женат на Рене Саффо.